# Karel Lichtnégl
Karel Lichtnégl (30. srpna 1936 Hodonín – 15. ledna 2015 Brno) byl český fotbalový útočník a československý reprezentant. Jeho bratranec Petr Svoboda byl rovněž prvoligovým fotbalistou. S Václavem Horákem a Antonínem Bradáčem drží dosud nepřekonaný ligový rekord – hattrick za tři minuty – jehož docílil proti Spartaku Praha Sokolovo (dobový název Sparty) v brněnském utkání v neděli 9. dubna 1961 (hráno Za Lužánkami, RH Brno zvítězila 5:3).

## Hráčská kariéra
Hodonínský rodák a odchovanec začínal v lize ve Slavii Praha pod Josefem Bicanem. Po základní vojenské službě v pardubické Dukle hrál za Rudou hvězdu Brno a Spartak ZJŠ Brno (dobový název Zbrojovky). Celkem v lize nastoupil ke 186 utkáním a dal 69 gólů. Za brněnské kluby nastřílel 4 hattricky (1 za RH, 3 za Zbrojovku), nastupoval zde vedle Vlastimila Bubníka, který mu nahrál na mnoho branek. Ve druhé polovině 60. let hrál dva roky v NHKG Ostrava. Kariéru ukončil v sezoně 1974/75 v divizním klubu KPS Brno.

### Reprezentace
Za československou reprezentaci odehrál v letech 1963–1964 tři přátelská utkání, čtyři starty si připsal za reprezentační B-mužstvo. Byl členem stříbrného týmu Československa na Letních olympijských hrách 1964 v Tokiu, kde nastoupil v 5 utkáních a dal 2 góly. Celkem nastoupil v olympijském týmu Československa ke 14 utkáním, vsítil v nich 4 branky.

### Evropské poháry
Za Rudou hvězdu Brno odehrál 4 utkání v Poháru vítězů pohárů, aniž by skóroval (vše v premiérovém ročníku 1960/61). V dresu Spartaku ZJŠ Brno (dobový název Zbrojovky) zasáhl do 17 utkání Veletržního poháru (předchůdce Poháru UEFA), v nichž vstřelil 5 branek (1962/63: 2/0, 1963/64: 7/3, 1964/65: 1/0, 1965/66: 5/2, 1966/67: 2/0).

### Ligová bilance
| Ročník           | Zápasy | Góly | Klub                |
| ---------------- | ------ | ---- | ------------------- |
| I. liga 1957/58  | 5      | 2    | TJ Dynamo Praha     |
| I. liga 1957/58  | 11     | 1    | VTJ Dukla Pardubice |
| I. liga 1958/59  | 24     | 6    | VTJ Dukla Pardubice |
| I. liga 1959/60  | 5      | 2    | VTJ Dukla Pardubice |
| I. liga 1959/60  | 13     | 1    | TJ Rudá hvězda Brno |
| I. liga 1960/61  | 25     | 15   | TJ Rudá hvězda Brno |
| II. liga 1961/62 | –      | 15   | TJ Rudá hvězda Brno |
| I. liga 1962/63  | 26     | 18   | TJ Spartak ZJŠ Brno |
| I. liga 1963/64  | 24     | 15   | TJ Spartak ZJŠ Brno |
| I. liga 1964/65  | 23     | 8    | TJ Spartak ZJŠ Brno |
| I. liga 1965/66  | 22     | 1    | TJ Spartak ZJŠ Brno |
| I. liga 1966/67  | 5      | 0    | TJ Spartak ZJŠ Brno |
| II. liga 1968/69 | –      | –    | TJ NHKG Ostrava     |
| II. liga 1969/70 | –      | 2    | TJ Zbrojovka Brno   |
| II. liga 1970/71 | 20     | 0    | TJ Zbrojovka Brno   |
| I. liga 1971/72  | 3      | 0    | TJ Zbrojovka Brno   |
| CELKEM I. LIGA   | 186    | 69   |                     |